# Joe Farrell
Pour les articles homonymes, voir Farrell.
Joe Farrell,  de son vrai nom Joseph Carl Firrantello (né le 16 décembre 1937 à Chicago Heights dans l'Illinois; mort le 10 janvier 1986 à Los Angeles en Californie) était un saxophoniste et flûtiste de jazz.
Dans les années 1960 Farrell a joué avec le Thad Jones/Mel Lewis Orchestra, le big band de Thad Jones et Mel Lewis. Il est surtout connu pour avoir joué avec Chick Corea en solo sur son premier album Tones for Joan's Bones sorti en 1968 et l'album de 1972, Return to forever. Puis il a participé au premier disque du groupe Return to Forever ''Light as a Feather en 1972, et il revient avec le groupe sur leur dernier album studio Musicmagic en 1977 et sur Live sorti en 1978. Il a aussi sorti une série d'albums sous son nom (label CTI). Joe a également enregistré avec Charles Mingus, Jaki Byard et Elvin Jones.
Il est très influencé par John Coltrane.
Son premier album solo "Song of the Wind" avec Chick Corea et Jack DeJohnette est plutôt dans un style avant-gardiste.

## Discographie sélective
- Joe Farrell Quartet (1970) CTI 6003

(avec Chick Corea, John McLaughlin, Dave Holland, Jack DeJohnette)
- Outback (1971) CTI 6014

(avec Chick Corea, Buster Williams, Elvin Jones, Airto Moreira)
- Moon Germs (1972) CTI 6023

(avec Herbie Hancock, Stanley Clarke, Jack DeJohnette)
- Penny Arcade (1974) CTI 6034

(avec Herbie Hancock, Joe Beck, Herb Bushler, Steve Gadd, Don Alias)
- Upon This Rock (1974) CTI 6042

(avec Herbie Hancock, Joe Beck, Herb Bushler, Jim Madison, Don Alias, Steve Gadd)
- Song of the Wind (1974) CTI 6067 (publié à l'origine sous le titre „Joe Farrell Quartet“, 1970)
- Canned Funk (1975) CTI 6053

(avec Joe Beck, Herb Bushler, Jim Madison, Ray Mantilla)
- Joe Farrell / George Benson, Benson & Farrell (1976) CTI 6069

(avec Eddie Daniels, David Tofani, Don Grolnick, Will Lee, Gary King, Andy Newmark, Sonny Bravo, Nicky Marrero, Jose Madera, Michael Collaza)
- Fuse One (1980) CTI 9003, CD: Epic/Legacy 2003 Joe Farrell / Ronnie Foster / John McLaughlin / Stanley Clarke et al.,

(with Larry Coryell, Ndugu Leon Chancler, Tony Williams, Lenny White, Don Grusin, Paulinho da Costa)
- Sonic Text (1980) Contemporary, Original Jazz Classics, Fantasy 1993

(avec Freddie Hubbard, George Cables, Tony Dumas, Peter Erskine)
- Joe Farrell avec Art Pepper, West Coast RealTime Records, 1992, CD 1998

(avec George Cables, John Dentz, Tony Dumas)